# Roger Federer
Roger Federer (Basel, Švicarska, 8. kolovoza 1981.), umirovljeni je švicarski tenisač. 

Roger je jedan od najboljih tenisača svih vremena. Proveo je 310 tjedana na 1. mjestu ATP ljestvice, od toga 237 tjedana za redom. U svojoj je karijeri ostvario mnogo uspjeha. Osvojio je ukupno 103 turnira, od toga 20 Grand Slam turnira u pojedinačnoj konkurenciji. Također, Federer je jedan od osmorice muških tenisača koji su u svojoj karijeri osvojili sva četiri Grand Slam turnira u pojedinačnoj konkurenciji. Uz Agasija, Connorsa, Nadala i Đokovića jedini je tenisač koji je Grand Slamove osvojio na tri različite podloge (zemlja, trava i tvrde podloge). Federer se pojavio u 30 Grand Slam finala i, do siječnja 2010., ostvario je 23 puta ulazak u polufinale ili bolji plasman od ukupno 23 igrača te taj niz traje duže od 6 godina.
Federer drži rekord po broju uzastopnih nastupa u Grand Slam finalu (10), a igrao je i 18 od 19 finala u nizu. Uz Carlosa Alcaraza, jedini je tenisač u povijesti koji je osvojio 5 Grand Slam naslova u svojih prvih 5 odigranih finala. Šest puta je osvajao završni turnir i 28 puta bio pobjednik turnira iz ATP Masters serije. Na Olimpijskim igrama u Pekingu 2008. godine Federer je, u paru sa Stanislasom Wawrinkom, osvojio zlatnu medalju. Kao nagradu za uspjehe na teniskim terenima, Federer je imenovan četiri godine zaredom (2005. – 2008.) najboljim svjetskim sportašem.

## Životopis

### Rani život
Federer je rođen u općini Binningen, blizu grada Basela, kao sin Roberta Federera i Lynette Du Rand. Federer ima dvojno državljanstvo, švicarsko po majci i južnoafričko. Odrastao je u Münchensteinu, gradiću blizu francusko-njemačke granice. Kao i svaki državljanin Švicarske, Federer je morao odslužiti vojni rok, međutim, 2003. godine, zbog kroničnih problema s leđima, Federer je odriješen tih dužnosti. Sa šest godina, Federer je dokazao svoj talent te je postao najbolji tenisač u svojoj dobnoj skupini. S navršenih 10 godina, Federera je počeo trenirati trener Adolf Kacovsky koji ga je na privatnim satovima, poučio brojnim potezima. S 12 godina, Federer je trenirao i nogomet, ali od tada Federer počinje intenzivno trenirati samo tenis, te je samo dvije godine kasnije postao juniorski prvak Švicarske. 1998. godine Federer osvaja Wimbledon i ubrzo prelazi u profesionalce. 

### Teniska karijera

#### ATP počeci (1998. – 2002.)
U srpnju 1998. Federer je nastupio na svom prvom profesionalnom ATP turniru u Gstaadu. U prvom krugu, Federer je izgubio od Lucasa Arnolda Kera neosvojivši niti jedan set. Iako je do kraja sezone odigrao još dva ATP turnira, većinu turnira te sezone Federer je odigrao u juniorskim kategorijama. U travnju 1999. godine, Federer je nastupio u Davis Cupu za svoju reprezentaciju te je, u pojedinačnoj konkurenciji, završio kao 66. na ATP ljestvici. Tijekom tog razdoblja, Federer je bio najmlađi tenisač među prvih 100 igrača ATP ljestvice. Na svom prvom Grand Slamu turniru, Federer je izgubio od Patricka Raftera u četiri seta. Za prvi nastup u Wimbledonu, Federeru je uručena pozivnica za nastup, te je u prvom krugu izgubio u pet setova od, tada 59. igrača svijeta, Jiřía Nováka. Na istom turniru, u parovima, Federer je igrao s Lleytonom Hewittom te su njih dvojica došli do šesnaestine finala gdje su izgubili od para Rafter-Bjorkman u pet setova. U siječnju 2000. godine, Federer je po prvi puta ostvario nastup na Australian Openu, ali je već u trećem krugu izgubio od 49. igrača svijeta, Arnauda Clémenta. U prvom nastupu na US Openu, Federer je ponovno izgubio u trećem krugu, ali ovaj puta od nešto jačeg protivnika, tada 12. igrača svijeta, Juana Carlosa Ferrera. Nakon poraza u polufinalu Olimpijskih igara u Sydneyu 2000. godine, Federer je na ATP turniru u Marseilleu, ostvario nastup u finalu, ali je izgubio od sunarodnjaka Marca Rosseta. Ipak, Federer je osvojio australski Harry Hopman Cup, pobijedivši u finalu Jana-Michaela Gambilla. Iako nije uspio ostvariti neki značajniji rezultat na Grand Slam turnirima, Federer je te godine odigrao sva četiri turnira i sezonu završio na 29. mjestu ATP ljestvice.
U veljači 2001. godine, Federer je, u finalu ATP turnira u Milanu, pobijedio francuza Juliena Bouttera, čime je osvojio svoj prvi ATP naslov u karijeri. Tijekom istog mjeseca, Federer je, nastupavši u Davis Cupu za reprezentaciju, pobijedio u tri meča te tako osigurao Švicarskoj pobjedu nad SAD-om.
Kasnije iste godine, Federer je u četvrtom krugu Wimbledona pobijedio sedmerostrukog pobjednika turnira Petea Samprasa u pet setova, rezultatom 7:6(7), 5:7, 6:4, 6:7(2), 7:5, te si time osigurao nastup u četvrtfinalu turnira i 15. mjesto na ATP ljestvici. Tom pobjedom Federer je prekinuo Samprasov niz od 31 pobjede u Wimbledonu. Također, potaknut uspjehom u Wimbledonu, Federer je uspio ostvariti i četvrtfinale Roland Garrosa te je sezonu završio kao 13. igrač svijeta. 2002. godine Federer je igrao u prvom finalu turnira iz Masters serije (Key Biscayne), ali je finalu izgubio je od Andrea Agassija. Na idućem finalu Masters serije u Hamburgu, Federer je pobijedio Marata Safina rezultatom 6:1, 6:3, 6:4. U dva nastupa u Davis Cupu, protiv reprezentacije Rusije, Federer je pobijedio u oba meča, protiv Safina i Jevgenija Kafeljnikova. Te sezone Federer je u sva četiri Grand Slama doživio poraze u ranoj fazi turnira te je u kolovozu iste godine izgubio svog dugogodišnjeg trenera Petera Cartera, koji je poginuo u automobilskoj nesreći. Kraj 2002. godine dočekao je na 6. mjestu ATP ljestvice.

#### Pobjede i dominacija (2003. – 2006.)
U prvom Grand Slamu sezone 2003. godine, Federer je u četvrtom kolu, izgubio od Davida Nalbandiana. Nakon Australian Opena, Federer osvaja dva turnira, u Dubaiju i Marseilleu, ali gubi u ranoj fazi turnira iz Masters serije u Indian Wellsu i Key Biscayneu. Na zemlji, Federer osvaja turnir u Münchenu te gubi u finalu turnira Masters serije u Rimu i u trećem kolu turnira Masters serije u Hamburgu. Na Roland Garrosu, Federer je bio peti nositelj, ali je izgubio već u prvom kolu od Luisa Horne. Na Wimbledonu je Federer briljirao. Osvojio je turnir sa samo jednim izgubljenim setom. Do finala Federer je došao pobjedama nad Hyung-Taik Leeom, Stefanom Koubekom, Mardyem Fishem, Felicianom Lopezom, Sjengom Schalkenom i Andyjem Roddickom. U finalu je igrao protiv Marka Philippoussisa i svladao ga rezultatom 7:6(5), 6:2, 7:6(3) i tako osvojio svoj prvi Grand Slam naslov u karijeri. U sjeverno-američkom dijelu sezone, Federer je na turnirima Masters serije, u Montrealu i Cincinnatiju, izgubio u polufinalu od Roddicka i u drugom kolu od Nalbandiana. Na US Openu, Federer je krenuo sjajno, ali je u četvrtom kolu izgubio od već dobro poznatog protivnika, Nalbandiana. Nakon US Opena, Federer je odigrao četiri uzastopna turnira u Europi. Osvojio je Beč, pobijedivši u finalu Carlosa Moyu, ali u Baselu, Madridu i Parizu ne uspijeva doći do finala. Na kraju sezone, Federer po prvi puta u karijeri osvaja Tennis Masters Cup, te sezonu završava kao drugi igrač svijeta. 
Iduće sezone Federer je odigrao jednu od najboljih sezone u povijesti modernog tenisa. Osvojio je tri od četiri Grand Slam turnira, nije izgubio niti jedan meč od igrača s Top 10 ljestvice te je bio pobjednik svakog finala u koje se plasirao. Osvojio je i tri turnira iz Masters serije, a ukupan omjer pobjeda i poraza iznosio je 74/6. Svoj prvi Grand Slam turnir, osvojio je u Australiji, gdje je nadvisio Marata Safina u finalu bez izgubljenog seta. Nakon te pobjede, Federer je postao prvi igrač svijeta i tu poziciju držao pune četiri godine. U ožujku 2004. godine Federer je osvojio turnire u Dubaiju, a samo tjedan kasnije, Federer osvaja i Pacific Life Open, pobjedom u finalu nad Timom Henmanom. Sredinom godine, na turniru u Miamiju, po prvi puta u karijeri, susreli su se Federer i Nadal i već u prvom međusobnom susretu, pobjedu odnosi Nadal. Nakon Miamija, Federer osvaja i Gerry Weber Open i turnir iz Masters serije u Hamburgu. Tom pobjedom u Hamburgu, prekinuo je Corijin niz od 31 pobjede na zemlji. Na Roland Garrosu, Federer je bio prvi nositelj, ali gubi već u trećem kolu od nekadašnjeg prvog igrača svijeta, Gustava Kuertena. U finalu Wimbledona, Federer se susreće s Roddickom i s lakoćom odnosi drugu uzastopnu titulu pobjednika turnira. U finalu US Opena Federer se susreće s Hewittom i rezultatom 6:0, 7:6(3), 6:0 odnosi pobjedu i po prvi puta u karijeri osvaja naslov pobjednika tog turnira. Na Olimpijskim igrama u Ateni 2004., Federer je bio glavni favorit za zlatnu medalju, ali je u drugom kolu bio bolju Čeh Tomáš Berdych. Na kraju sezone, Federer je po drugi put zaredom odnio pobjedu na Masters Cupu u Houstonu, a jedini poraz u Grand Slam turnirima te sezone, nanio mu je trostruki pobjednik Roland Garrosa, Gustavo Kuerten.
Početkom nove sezone, Federer je angažirao novog trenera, bivšeg australskog tenisača, Tonyja Rochea. Na prvom Grand Slamu sezone, u Australian Openu, Federer je izgubio u polufinalu turnira od kasnijeg pobjednika, Marata Safina, rezultatom 5:7, 6:4, 5:7, 7:6(6), 9:7. Međutim, Federer nakon poraza u Australiji, kreće s novim pobjedama i u finalu Indian Wellsa pobjeđuje Hewitta, a u finalu Miamija Nadala. U finalu turnira iz Masters serije u Hamburgu, Federer pobjeđuje Richarda Gasqueta te mu uzvraća za poraz u četvrtfinalu turnira u Monte Carlu. Već prije nastupa u Roland Garrosu, Federer je bio smatran glavnim favoritom za naslov, ali u polufinalu turnira gubi od Nadala u četiri seta. U finalu Wimbledona, drugu godinu zaredom, susreće se s Roddickom i po treći put zaredom odnosi pobjedu na turniru. Također, njih dvojica susreli su se i u finalu Cincinnatija gdje je Federer još jednom odnio pobjedu. Te sezone, Federer je osvojio četiri turnira iz Masters serije te je time postao prvi igrač u povijesti kojemu je to uspjelo. Na putu do još jednog osvajanja US Opena, Federer je izgubio samo dva seta, a u finalu je u četiri seta svladao Andrea Agassija. Te sezone, Federer je postao prvi igrač u modernoj povijesti koji je dvije uzastopne sezone osvojio dva ista Grand Slam turnira (Wimbledon i US Open). Međutim, na kraju godine, Federer nije uspio osvojiti i Masters Cup jer je u pet setova izgubio od Davida Nalbandiana. Da je osvojio Masters Cup, izjednačio bi rekord Johna McEnroea iz 1984. godine po broju uzastopnih pobjeda u finalima turnira (25) i po omjeru pobjeda i poraza (82-3).
U 2006. godini Federer je, kao i prethodne sezone, osvojio tri Grand Slam naslova i završio kao prvi igrač svijeta, s nekoliko tisuća bodova ispred drugoplasiranog, Nadala. Prvi Grand Slam sezone, Federer je osvojio u Australian Openu pobjedom u finalu nad Cipraninom Marcosom Baghdatisom u četiri seta. To je ujedno bilo i Federerovo sedmo uzastopno Grand Slam finale (2003. Wimbledon - 2006. Australian Open) u karijeri. I ove sezone osvojio je Indian Wells i Key Biscayne, te tako postao prvi igrač u povijesti koji je uspio osvojiti ova dva turnira dvije godine zaredom. U finalu turnira iz Masters serije u Monte Carlu, Federer je izgubio od Nadala u četiri seta. Nakon Monte Carla, Federer dolazi do finala Rima, ali opet gubi od Nadala, ovaj put u pet setova, rezultatom 6:7(0), 7:6(5), 6:4, 2:6, 7:6(5). Na Roland Garrosu, Federer je odigrao sjajno, te je po prvi puta u karijeri ostvario nastup u finalu tog turnira. Međutim, u finalu se susreće s Nadalom koji ga pobjeđuje u četiri seta. Iako nije osvojio Roland Garros, Federer je bio jedan od dvojice aktivnih (uz Agassija) koji su ostvarili sva četiri Grand Slam finala. Na putu do finala Wimbledona Federer nije izgubio niti jedan set, a u finalu s lakoćom, u četiri seta pobjeđuje Nadala i osvaja svoj četvrti uzastopni naslov u All England Clubu. Na Rogers Cupu u Torontu, Federer ponovno osvaja naslov pobjednika, u finalu svladavši Richarda Gasqueta. U finalu US Opena Federer se susreće s Andyjem Roddickom i, u četiri seta, osvaja svoj treći uzastopni naslov na turniru. Na turniru Masters Cupa, u Šangaju, Federer je igrao sjajno. U trećem kolu, pobijedio je Nalbandiana, a u polufinalu Nadala. U finalu turnira susreo se s Jamesom Blakeom i rezultatom 6:0, 6:3, 6:4 odnio treći naslov pobjednika Masters Cupa. Te godine su Federer i Justine Henin bili jedini igrači koji su ostvarili sva Grand Slam finala, a do kraja sezone Federer je osvojio 12 turnira, uključujući 3 Grand Slama i 4 turnira iz ATP Masters serije. Također te godine, Federer je izgubio mečeve od samo dvojice igrača, Nadala (Roland Garros, Rim, Monte Carlo i Dubai) i Murrayja (Cincinnati). Taj poraz u Cincinnatiju bio je jedini Federerov poraz u tri seta i jedini, od 17 turnira te sezone, u kojemu Federer nije ostvario finale.

#### Nastavak dominacije i ostvarivanje rekorda (2007. – 2010.)
Na prvom Grand Slamu sezone, onom u Australian Openu, Federer je odnio pobjedu nad  Fernandom Gonzálezom i tako osvojio svoj treći uzastopni naslov u Australiji i ukupno 10. Grand Slam naslov u karijeri. Federer je postao i prvi tenisač nakon Björna Borga (1980.), koji je osvojio Grand Slam turnir bez izgubljenog seta. Njegov pobjednički niz od 41 pobjede zaredom prekinuo je Guillermo Cañas u drugom krugu turnira u Indian Wellsu. Samo tjedan dana kasnije, na turniru u Key Bicsayneu, Federer je ponovno izgubio od Cañasa, ovog puta u četvrtom kolu turnira. Ubrzo nakon poraza, Federer prelazi na zemljane terene i igra finale turnira u Monte Carlu, gdje ponovno gubi od Nadala. Na idućem turniru, u Rimu, Federer gubi već u trećem kolu od Filippa Volandrija. To je ujedno bio i četvrti turnir te sezone, na kojem je Federer vrlo brzo doživio poraz. Međutim, Federer se vraća i u finalu turnira u Hamburgu, pobjeđuje Nadala i tako prekida njegov niz od 81 uzastopne pobjede na zemlji. Na Roland Garrosu Federer drugu godinu zaredom dolazi do finala, ali još opet gubi od Nadala. Dan nakon poraza, Federer je otkazao nastup na turniru u Halleu, zbog umora i straha od neke teže ozljede. Po prvi puta, nakon nekoliko godina, Federer dolazi na Wimbledon bez prethodnog igranja na travi, ali bez većih problema osvaja Wimbledon petu uzastopnu godinu. Tim ostvarenjem, izjednačio je Bjorgov rekord po broju uzastopnih naslova u Wimbledonu. U kolovozu Federer je obranio naslov pobjednika turnira u Cincinnatiju. To mu je ujedno bio i 50 osvojeni turnir i 14. ATP naslov iz Masters serije. U finalu US Opena, Federer je pobijedio Novaka Đokovića i osvojio svoj četvrti uzastopni naslov na US Openu i 12. Grand Slam u karijeri. Time je postao jedini igrač u povijesti koji je osvojio tri ista Grand Slam turnira u tri godine (2004., 2006., 2007.) Sezonu je završio pobjednom na Masters kupu i četvrtu godinu zaredom kao prvi tenisač svijeta.  
Federer je započeo 2008. godinu pokušajem obrane naslova u Australiji, ali je izgubio u polufinalu turnira od kasnijeg pobjednika, Novaka Đokovića, glatko 3:0 u setovima. Tim porazom Federer je prekinuo niz od 10 uzastopnih nastupa u Grand Slam finalima. U ožujku 2008., Federer je objavio da boluje od mononukleoze, a tijekom turnira u Australiji, Federer je obolio od trovanja hrane. Iako glavni favorit za osvajanje turnira, Federer je u Dubaiju izgubio već u prvom kolu od Andyja Murrayja. 10. ožujka, Federer je odigao treći eksibicijski meč s Peteom Samprasom te ga je, pred prepunim Madison Square Gardenom, pobijedio rezultatom 6:3, 6:7, 7:6. Na turniru u Portugalu igrao je vođen novim trenerom, Joséom Higuerasom. U finalu mu je, pri rezultatu 7:6, 1:2 Davidenko predao meč zbog problema s koljenom. Zatim, Federer nastupa na tri turnira iz Master serije. Na prvom je (Monte Carlo) u finalu izgubio od Nadala u tri seta. Federer je tog dana napravio 44 neprisiljene pogreške i propustio vodstvo od 4:0 u drugom setu. Nakon te pobjede, Nadal je povisio omjer u svoju korist na zemljanim terenima na 7:1. Na turniru u Rimu, Federer je već u četvrtfinalu izgubio od Radeka Štěpáneka, a u finalu Hamburga, Federer ponovno gubi od Nadala. Na Roland Garrosu, Federer dolazi do finala, ali Nadal uvjerljivo pobjeđuje, prepustivši Federeru samo četiri gema. To je bila treća uzastopna godina, da je Federer u finalu izgubio od Nadala. U razdoblju od 2005. do 2008. Federer je, na Roland Garrosu, ostvario omjer od 23-4, a Nadal nevjerojatnih 28-0. Federer se vraća na turnir u Helleu i, bez izgubljenog seta osvaja turnir petu sezonu zaredom. Tom pobjedom Federer je izjednačio Samprasov rekord po broju osvojenih tunira na travi (10). U finalu Wimbledona, Federer je ponovno igrao s Nadalom. Pobjedom na tuniru, Federer bi prestigao Borga po broju uzastopnih naslova u All England Clubu i izjednačio rekord Williama Renshawa iz 1886. godine. Međutim, Federer je izgubio u pet setova, rezultatom 6:4, 6:4, 6:7(5), 6:7(8), 9:7. Susret je odlučen nakon 4 sata i 48 minuta igre, te je proglašen jednim od najboljih mečeva u povijesti Wimbledona.
Tim porazom, Federer je prekinuo niz od 65 pobjeda na travnatoj podlozi. Na dva iduća turnira iz Masters serije, u Torontu i Cincinnatiju, Federer je ispao u vrlo ranoj fazi turnira. Prije Olimpijskih igara u Pekingu, Švicarski olimpijski savez odlučio je da će zastavu nositi upravo Federer. Na Olimpijskim igrama u Pekingu, Federer je ispao u četvrtfinalu od Jamesa Blakea, čime je izgubio mogućnosti osvajanja medalje. Međutim, Federer je konačno osvojio zlatnu Olimpijsku medalju u parovima. U paru sa Stanislasom Wawrinkom, Federer je u finalu pobijedio par Aspelin-Johansson. Idućeg dana Federer je, nakon 237 uzastopnih tjedana na prvoj poziciji, pao na drugo mjesto na ATP ljestvici. Na US Openu, Federer je pobjedama nad Đokovićem u polufinalu i Murrayjem u finalu, osvojio svoj peti uzastopni naslov pobjednika ovog turnira i 13. Grand Slam naslov u karijeri. Federer je, također, postao prvi igrač s pet uzastopnih naslova pobjednika Wimbledona i US Opena u karijeri. U polufinalu turnira u Madridu, Federer je izgubio od Andyja Murrayja rezultatom 3:6, 6:3, 7:5 te unatoč porazu postao prvi igrač u povijesti koji je zaradio više od 43,3 milijuna dolara u karijeri. Osvajanjem turnira u Baselu, Federer je osvojio svoj 57. turnir u karijeri te je postao jedini igrač koji je osvojio taj turnir tri sezone zaredom. Na turniru u Parizu, Federer je došao do četvrtfinala, ali je morao predati meč zbog poblema s leđima. To je bilo prvi puta, u 763 odigrana meča, da je Federer bio prisiljen predati meč. Te 2008. godine, prvi puta nakon pet godina, Federer nije osvojio niti jedan turnir iz Masters serije te je sezonu završio kao drugi igrač na ATP ljestvici.
Tijekom priprema za početak nove sezone, Federer je odigrao dva eksibicijska meča. U polufinalu ekshibicijskog turnira u Abu Dabiju, Federer je izgubio od Andyja Murrayja. Na idućem turniru, u Dohi, Federer je u polufinalu ponovno izgubio od Murrayja. Na Australian Openu Federer je briljirao. U prva tri kola Federer je sve svoje protivnike dobio u tri seta, ali ga je u 4. kolu dosta namučio Čeh Tomáš Berdych. U tom meču Federer je gubio 2:0 u setovima, ali je uspio preokrenuti meč i dobiti ga u pet setova. U četvrtfinalu turnira Federera je čekao Del Potro. Taj dvoboj Federer je dobio u samo 80 minuta. Tom je pobjedom osigurao 19. uzastopno Grand Slam polufinale. Nakon pobjede u polufinalu, Federer prolazi u 18. Grand Slam finale, gdje ga je čekao stari suparnik, Rafel Nadal. Meč je trajao nešto više od 4 sata. Nakon pet setova ipak je pobjedu odnio Nadal. Tijekom dodjeljivanja trofeja, Federer se rasplakao te je imao poteškoća s održavanjem govora. Nakon nekoliko dana, Federer je, kao krivca za poraz, naveo svoj slab postotak prvog servisa. Zbog ozljede Federer je otkazao nastup u Davis Cupu i na turniru u Dubaiju. Nakon oporavka, Federer je nastupio na turniru u Indian Wellsu gdje je, u polufinalu turnira izgubio od Andyja Murrayja. Na turniru u Key Biscayneu stigao do četvrtfinala (Đoković). Na prvom zemljanom turniru na kojem je nastupio (Monte Carlo), Federer je izgubio u trećem kolu od Stanislasa Wawrinke. U polufinalu turnira u Rimu Federer je izgubio od Đokovića. Na idućem turniru, u Madridu, u finalu turnira Federer je pobijedio Nadala s 2:0 u setovima te ga tako po drugi put spriječio da postane prvi tenisač u povijesti koji je osvojio sva tri zemljana turnira iz Masters serije u jednoj sezoni. Ujedno, tom pobjedom je prekinuo Nadalov niz od 33 pobjede na zemljanoj podlozi. 
Na Roland Garrosu 2009. godine, Federer je imao najveću priliku za osvajanje tog, za njega, "neosvojivog" turnira. Naime, prva tri kola prošao je s lakoćom, ali je u četvrtom kolu protiv Tommyja Haasa morao spašavati zaostatak od 2:0 u setovima. Podigao je razinu igre i u sljedeća tri seta prepustio je Haasu samo šest gemova. Pobjedama nad Monfilsom i Del Potrom Federer se plasirao u četvrto uzastopno finale Roland Garrosa. U finalu se susreo s Robinom Söderlingom i nakon pobjede od 6:1, 7:6(1), 6:4 osvojio, po prvi puta u karijeri, naslov pobjednika Roland Garrosa. Tom pobjedom Federer se izjednačio sa Samprasom s osvojenih 14 Grand Slam naslova, s Ivanom Lendlom po broju Grand Slam finala (19) te je postao šesti igrač u povijesti koji je u svojoj karijeri osvojio sva četiri Grand Slam turnira. Zbog umora, Federer je otkazao nastup u Helleu, uobičajenom turniru pred Wimbledon. Nakon što je Nadal otkazao nastup na Wimbledonu, Federer je postao glavni kandidat za osvajanje turnira. Lako se obračunao sa svim suparnicima do finala, gdje ga je čekao Roddick. Nakon 4 sata i 17 minuta igre i rezultata 5:7, 7:6(6), 7:6(5), 3:6, 16:14, osvaja svoj šesti naslov u posljednjih sedam godina. To finale bilo je najgledanije finale Wimbledona, nakon onog iz 2001. S tom pobjedom Federer je postao četvrti igrač koji je u istoj sezoni osvojio Wimbledon i Roland Garros, te prvi igrač s 15 osvojenih Grand Slam naslova, prethodno prestigavši Samprasa.
Nakon petotjedne stanke, Federer je prvi meč odigrao na Rogers Cupu. Tamo je u četvrtfinalu izgubio od Joa-Wilfrieda Tsonge, unatoč vodstvu od 5:1 u posljednjem setu. Nakon ispadanja u Montrealu, Federer osvaja turnir u Cincinnatiju sjajnim pobjedama nad Acasusom, Ferrerom, Hewittom, Murrayjom i naposljetku Đokovićem. Na US Openu je opet dogurao do finala. Jedine probleme imao je u 3. kolu protiv Hewitta koji mu je odnio prvi set. U finalu je igrao s Del Potrom i izgubio rezultatom 6:3, 6:7(5), 6:4, 6:7(4), 2:6. Tim porazom, Federer je prekinuo niz od 40 uzastopnih pobjeda na US Openu i po prvi puta, u nekom od finala Grand Slama Federer nije izgubio od Nadala. Na Davis Cupu Federer je pobjedama odveo reprezentaciju u daljnji krug natjecanja. Na turninu u Švicarskoj, Federer je dominirao sve do finala, gdje je s 2:1 u setovima izgubio od Đokovića. Na završnom turniru sezone, u grupi je svladao Fernanda Verdasca i Murrayja i izgubio od Del Potra. Tim dvjema pobjedama ponovo se vratio na prvo mjesto ATP ljestvice. U polufinalu ga je Davidenko pobijedio po prvi puta u 13 međusobnih susreta. Tim je porazom Federer završio sezonu. 
Federer je u 2010. godinu krenuo nastupom na trodnevnom ekshibicijskom turniru u Abu Dabiju, gdje je zauzeo 3. mjesto. Na idućem turniru, u Kataru, poražen je u polufinalu od Nikolaja Davidenka. Nakon tog turnira, Federer je otkazao nastup u Davis Cupu protiv Španjolske. 17. siječnja 2010., Federer je organizirao humanitarnu akciju za žrtve potresa na Haitiju te je, na sudjelovanje pozvao sve velikane tenisa: Rafaela Nadala, Andyja Roddicka, Novaka Đokovića, Kim Clijsters, Serenu Williams, Lleytona Hewitta, i Samanthu Stosur. Na Australian Openu 2010., Federer je ponovno potvrdio svoju dominaciju i osvojio turnir i 16. Grand Slam naslov u karijeri. To je ujedno bio Federerov 23. uzastopni nastup u polufinalima Grand Slam turnira te sedma uzastopna godina da je Federer, na Australian Openu, ostvario nastup u polufinalu, pritom srušivši rekord Ivan Lendla. 
Nakon Australije, Federer je otkazao nastup u Dubaiju, zbog upale pluća. Nekoliko dana, prije idućeg turnira, Federer, Nadal, Sampras i Agassi odigrali su meč parova za stradale u potresu na Haitiju. Federer i Sampras slavili su ukupnim rezultatom 8:6. U trećem kolu Indian Wellsa Federer je izgubio od Marcosa Baghdatisa, rezultatom 7:5, 5:7, 6:7(4). Poslije toga, igrao je turnir u Miamiju gdje je u četvrtom kolu pobijedio Berdych. U tom susretu, Federer je napravio čak 66 neprisiljenih pogrešaka.Nakon toga Federer ispada u vrlo ranoj fazi turnira u Rimu od Ernestsa Gulbisa rezultatom 6:2, 1:6, 5:7. Na turniru u Estorilu Federer također doživljava poraz, ali ovoga puta u polufinalu od španjolca Alberta Montanesa u dva seta 2:6, 5:7. U Madrid je Federer došao kao branitelj titule, ali ga u finalu zaustavlja Rafael Nadal. Taj meč je ostao upamćen po tome što je Federer na meč loptu potpuno promašio lopticu iz jednog laganog forhenda. Na Roland Garrosu Federer bez izgubljenog seta dolazi do četvrtfinala gdje je u četiri seta bio bolji šveđanin Robin Soderling. Bio je to Federerov prvi poraz prije polufinala još od davne 2004. gdje je u 3. kolu Roland Garrosa izgubio od Gustava Kuertena, čime je prekinuo niz od 23.uzastopna Grand Slam polufinala. Osim toga Federer je tim porazom izgubio prvu poziciju na ATP ljestvici jer se Rafael Nadal osvajanjem turnira vratio na tron,i tako ostao jedan tjedan kraći od Samprasovog rekorda po broju tjedana provedenih na prvom mjestu. Na Wimbledonu Federer također doživljava jedan od većih neuspjeha ispadanjem u četvrtfinalu od kasnijeg finaliste Tomasa Berdycha,čime je prekinuo niz od sedam uzastopnih finala na Wimbledonu i prvi put nakon više od 6 godina pao na 3. mjesto. Na turnirima iz kanadske serije mastersa Federer ostvaruje gotovo odlične rezultate,u Torontu je došao do finala gdje je s dva puta po 7:5 bio bolji britanac Andy Murray,a u Cincinnatiju je slavio u finalu protiv domaćeg predstavnika amerikanca Mardya Fisha u 3 seta, 6:7, 7:6, 6:4.Bio je to Federerov četvrti naslov u Cincinnatiju. Na Us Openu Federer bez većih poteškoća dolazi do polufinala i meča protiv Novaka Đokovića u kojem gubi nakon vodstva 2:1 u setovima i dvije vezane meč lopte u petom setu. Zadnji dio sezone Federer počinje nastupom u Shangaju gdje dolazi do finala i gubi s laganih 2:0 u setovima protiv britanca Andyja Murrayja, zatim osvaja turnire u Stockholmu i Baselu,da bi u polufinalu dvoranskog turnira masters serije u Parizu izgubio u polufinalu nakon nekoliko meč lopti protiv domaćina Gaela Monfilsa. Na ATP World Tour Finalsu Federer dolazi do naslova pobjedom nad Rafaelom Nadalom u finalu čime je izjednačio rekord Petea Samprasa s pet osvojenih naslova na završnom turniru sezone. Tom pobjedom Federer je završio sezonu na drugom mjestu. Dana 16. srpnja 2017. godine, pobijedio je hrvatskog tenisača Marina Čilića u finalu Wimbledona te postao pobjednik turnira po 8. put.

## Suparništva

### Federer-Nadal
Federer i Nadal susreću se međusobno od 2004. godine te je njihovo rivalstvo jedno od najvećih današnjeg tenisa. Trenutni omjer je u korist Nadala (24 :16). Njih dvojica bili su prva dva igrača svijeta na ATP ljestvici od srpnja 2005. do 14. rujna 2009., kada je Nadal pao na treće mjesto. Federer je 237 uzastopnih tjedana bio prvi igrač svijeta, a četiri godine mlađi Nadal, 160 uzastopnih tjedana drugi igrač svijeta. Međutim, 2008. godine Nadal nakon pobjede u Wimbledonu preuzima poziciju prvog igrača svijeta, te je zajedno s Federerom, pune četiri godine zauzimao prva dva mjesta na ATP ljestvici. U međusobnim dvobojima, Nadal vodi omjerom 27:16, a do danas su odigrali čak 16 ATP finala, od toga 7 Grand Slam finala. U razdoblju od 2006. do 2008., Federer i Nadal su odigrali sva finala Wimbledona i Roland Garrosa te su, kao iznimku, 2009. godine, odigrali i finale Australian Opena. Od tih sedam finala, Nadal je osvojio pet, izgubivši samo dva Wimbledona 2006. i 2007. Tri od tih sedam susreta bili su dvoboji po pet setova, a finale Wimbledona 2008., proglašeno je jednim od najvećih mečeva u teniskoj povijesti. Osim susreta u Grand Slam finalima, Federer i Nadal susreli su se u čak osam finala Masters serije, a Nadal je pobijedio u njih pet. Sve do 14. rujna 2009., niti jedan igrač nije uspio pobijediti Nadala i Federera u istom Grand Slam turniru. To je te godine, u US Openu, uspjelo Juanu Martinu del Potru, koji je u polufinalu pobijedio Nadala, a u finalu Federera.

### Federer-Roddick
Federer i Roddick su već duže vrijeme suparnici. Njih dvojica, međusobno su odigrali 21 meč, od čega je Federer dobio njih 23. Kao najčešći protivnik Federeru, Roddick je izgubio čak četiri Grand Slam finala od Federera, Wimbledon 2004., 2005. i 2009. te US Open 2006.
2. veljače 2004., Federer je preuzeo prvo mjesto na ATP ljestvici upravo od Roddicka te je od tada započeo svoj nevjerojatan niz od 237 uzastopnih tjedana na prvom mjestu. Federer i Roddick su jedini igrači koji su svake godine, u razdoblju od 2002. do 2009., završili među prvih deset igrača na ATP ljestvici.

### Federer-Đoković
Federer i Đoković su već duže vrijeme suparnici. Njih dvojica, međusobno su odigrali 50 mečeva, od čega je Federer dobio njih 19. Kao najčešći protivnik Federeru, Đoković je izgubio jedno od četiri Grand Slam finala od Federera, Izjednačeni su po broju Grand Slam finala (30) i broju osvojenih (20).

## Oprema, odjeća i sponzori
Federer trenutačno igra s posebno izrađenim Wilson Six.One Tour BLX reketom. Njegova karakteristika je smanjeno područje za udarce, veličine 600 cm² te težina od 354 grama i debljina okvira od 17,5 milimetara. Napetost žica na reketu, po Federerovom komentaru, ovise o toplini dana i o lopticama s kojim igra. Federer ima doživotni ugovor s tvrtkom Nike, te nosi njihove tenisice i odjeću. Za Wimbledon, 2006. godine, Nike je dizajnirao posebnu jaknu s tri reketa na leđima, simbolizirajući tri prethodno osvojena naslova u Wimbledonu. 2008. i 2009. godine, Nike je nastavio s dizajniranjem posebne odjeće, ovaj puta džempera s njegovim inicijalima. Također, Federer ima svoj osobni logo sa spojenim slovima R i F te, uz Nike, ima sponzorske ugovore s Gilletteom, Mercedes Benzom, NetJetsom i Rolexom. Trenutno Federer ima ugovor s Uniqlo-m.

## Privatni život
Federer je vjenčan za bivšu tenisačicu, Mirku Vavrinec. Njih dvoje, upoznali su se na Olimpijskim igrama u Sydneyu 2000. godine. 2002. godine, Mirka se umirovila zbog ozljede stopala i od tada radi kao Federerov glasnogovornik za odnose s javnošću. U krugu obitelji, par se vjenčao 11. travnja 2009. u Baselu. 23. srpnja 2009. Mirka je rodila blizanke Mylu Rose i Charlene Rivu.

## Statistika

### Pojedinačna konkurencija
| Turniri            | 1998. | 1999. | 2000. | 2001. | 2002. | 2003. | 2004. | 2005. | 2006. | 2007. | 2008. | 2009. | 2010. |        | Omjer pobjeda i poraza | Postotak pobjeda % |
| ------------------ | ----- | ----- | ----- | ----- | ----- | ----- | ----- | ----- | ----- | ----- | ----- | ----- | ----- | ------ | ---------------------- | ------------------ |
| Grand Slam turniri |       |       |       |       |       |       |       |       |       |       |       |       |       |        |                        |                    |
| Australian Open    | A     | LQ    | 3R    | 3R    | 4R    | 4R    | W     | SF    | W     | W     | SF    | F     | W     | 4 / 11 | 54:7                   | 88,52              |
| Roland Garros      | A     | 1R    | 4R    | QF    | 1R    | 1R    | 3R    | SF    | F     | F     | F     | W     |       | 1 / 11 | 39:10                  | 79,59              |
| Wimbledon          | A     | 1R    | 1R    | QF    | 1R    | W     | W     | W     | W     | W     | F     | W     |       | 6 / 11 | 51:5                   | 91,07              |
| US Open            | A     | LQ    | 3R    | 4R    | 4R    | 4R    | W     | W     | W     | W     | W     | F     |       | 5 / 10 | 51:5                   | 91,07              |
| Pobjede:porazi     | 0:0   | 0:2   | 7:4   | 13:4  | 6:4   | 13:3  | 22:1  | 24:2  | 27:1  | 26:1  | 24:3  | 26:2  | 7:0   | -      | 195:27                 | 87,83              |

### Finala (20 naslova i 10 poraza)
| Ishod   | Godina | Grand Slam turnir   | Podloga | Suparnik              | Rezultat                        |
| Pobjeda | 2003.  | Wimbledon (1)       | trava   | Mark Philippoussis    | 7:6(5), 6:2, 7:6(3)             |
| Pobjeda | 2004.  | Australian Open (1) | tvrda   | Marat Safin           | 7:6(3), 6:4, 6:2                |
| Pobjeda | 2004.  | Wimbledon (2)       | trava   | Andy Roddick          | 4:6, 7:5, 7:6(3), 6:4           |
| Pobjeda | 2004.  | US Open (1)         | tvrda   | Lleyton Hewitt        | 6:0, 7:6(3), 6:0                |
| Pobjeda | 2005.  | Wimbledon (3)       | trava   | Andy Roddick          | 6:2, 7:6(2), 6:4                |
| Pobjeda | 2005.  | US Open (2)         | tvrda   | Andre Agassi          | 6:3, 2:6, 7:6(1), 6:1           |
| Pobjeda | 2006.  | Australian Open (2) | tvrda   | Marcos Baghdatis      | 5:7, 7:5, 6:0, 6:2              |
| Poraz   | 2006.  | French Open (1)     | zemlja  | Rafael Nadal          | 6:1, 1:6, 4:6, 6:7(4)           |
| Pobjeda | 2006.  | Wimbledon (4)       | trava   | Rafael Nadal          | 6:0, 7:6(5), 6:7(2), 6:3        |
| Pobjeda | 2006.  | US Open (3)         | tvrda   | Andy Roddick          | 6:2, 4:6, 7:5, 6:1              |
| Pobjeda | 2007.  | Australian Open (3) | tvrda   | Fernando González     | 7:6(2), 6:4, 6:4                |
| Poraz   | 2007.  | French Open (2)     | zemlja  | Rafael Nadal          | 3:6, 6:4, 3:6, 4:6              |
| Pobjeda | 2007.  | Wimbledon (5)       | trava   | Rafael Nadal          | 7:6(7), 4:6, 7:6(3), 2:6, 6:2   |
| Pobjeda | 2007.  | US Open (4)         | tvrda   | Novak Đoković         | 7:6(4), 7:6(2), 6:4             |
| Poraz   | 2008.  | French Open (3)     | zemlja  | Rafael Nadal          | 1:6, 3:6, 0:6                   |
| Poraz   | 2008.  | Wimbledon (1)       | trava   | Rafael Nadal          | 4:6, 4:6, 7:6(5), 7:6(8), 7:9   |
| Pobjeda | 2008.  | US Open (5)         | tvrda   | Andy Murray           | 6:2, 7:5, 6:2                   |
| Poraz   | 2009.  | Australian Open (1) | tvrda   | Rafael Nadal          | 5:7, 6:3, 6:7(3), 6:3, 2:6      |
| Pobjeda | 2009.  | French Open (1)     | zemlja  | Robin Söderling       | 6:1, 7:6(1), 6:4                |
| Pobjeda | 2009.  | Wimbledon (6)       | trava   | Andy Roddick          | 5:7, 7:6(6), 7:6(5), 3:6, 16:14 |
| Poraz   | 2009.  | US Open (1)         | tvrda   | Juan Martín del Potro | 6:3, 6:7(5), 6:4, 6:7(4), 2:6   |
| Pobjeda | 2010.  | Australian Open (4) | tvrda   | Andy Murray           | 6:3, 6:4, 7:6(11)               |
| Poraz   | 2011.  | French Open (4)     | zemlja  | Rafael Nadal          | 5:7, 6:7(3), 7:5, 1:6           |
| Pobjeda | 2012.  | Wimbledon (7)       | trava   | Andy Murray           | 4:6, 7:5, 6:3, 6:4              |
| Poraz   | 2014.  | Wimbledon (2)       | trava   | Novak Đoković         | 7:6(7), 4:6, 6:7(4), 7:5, 4:6   |
| Poraz   | 2015.  | Wimbledon (3)       | trava   | Novak Đoković         | 6:7(1), 7:6(10), 4:6, 3:6       |
| Poraz   | 2015.  | US Open (2)         | tvrda   | Novak Đoković         | 4:6, 7:5, 4:6, 4:6              |
| Pobjeda | 2017.  | Australian Open (5) | tvrda   | Rafael Nadal          | 6:4, 3:6, 6:1, 3:6, 6:3         |
| Pobjeda | 2017.  | Wimbledon (8)       | trava   | Marin Čilić           | 6:3, 6:1, 6:4                   |
| Pobjeda | 2018.  | Australian Open (6) | tvrda   | Marin Čilić           | 6:2, 6:7(5), 6:3, 3:6, 6:1      |

### Olimpijska finala

#### Parovi
| Ishod   | Godina | Natjecanje                | Podloga | Suigrač            | Suparnici                      | Rezultat              |
| Pobjeda | 2008.  | Olimpijske igre u Pekingu | tvrda   | Stanislas Wawrinka | Simon Aspelin Thomas Johansson | 6:3, 6:4, 6:7(4), 6:3 |

### Rekordi i postignuća karijere
- Rekordi su ostvareni od početka Open ere
- Rekordi označeni podebljano su nadmašeni rekordi u povijesti tenisa
- Rekordi označeni kurzivno su trenutno aktivni rekordi

| Ukupno                                  | Grand Slam                                                                     | Rekordi                 |
| --------------------------------------- | ------------------------------------------------------------------------------ | ----------------------- |
| Ukupno                                  | Ostvareni rekordi                                                              | Izjednačen rekord       |
| Wimbledon 2003. —                       | 17 Grand Slam naslova                                                          | ne                      |
| Wimbledon 2003. —                       | 23 Grand Slam finala                                                           | ne                      |
| Wimbledon 2005. — US Open 2007.         | 10 uzastopnih Grand Slam finala                                                | ne                      |
| Wimbledon 2004. — Australian Open 2010. | 23 uzastopna Grand Slam polufinala                                             | ne                      |
| 2004. — 2007.                           | Najviše uzastopnih godina s minimalno dva osvojena Grand Slam naslova (4)      | ne                      |
| 2004. — 2007. i 2009.                   | Najviše godina s minimalno dva osvojena Grand Slam naslova (5)                 | ne                      |
| 2004. i 2006. — 2007.                   | Najviše godina s minimalno tri osvojena Grand Slam naslova (3)                 | ne                      |
| 2003. – 2010.                           | Najviše uzastopnih godina s minimalno jednim osvojenim Grand Slam naslovom (8) | Björn Borg Pete Sampras |
| US Open 2006. — Roland Garros 2007.     | Najviše uzastopnih osvojenih setova na Grand Slam turniru (36)                 | ne                      |
| Wimbledon 2003. — Australian Open 2006. | Najviše uzastopnih osvojenih Grand Slam naslova (7)                            | ne                      |

| Individualno                                    | Održano           | Grand Slam                          | Rekordi                                                                                                  |
| ----------------------------------------------- | ----------------- | ----------------------------------- | --- |
| Natjecanje                                      | Godine            | Ostvareni rekordi                   | Izjednačen rekord                                                                                        |
| Wimbledon Australian Open US Open Roland Garros | 2003. 2004. 2009. | Open Era Grand Slam karijere        | Rod Laver Andre Agassi                                                                                   |
| Australian Open                                 | 2004. — 2010.     | 4 pobjede u 7 godina                | ne |
| Australian Open                                 | 2004. – 2007.     | 3 pobjede u 4 godine                | Andre Agassi                                                                                             |
| Australian Open                                 | 2004. — 2010.     | 7 uzastopnih nastupa u polufinalima | ne |
| Australian Open                                 | 2006. – 2007.     | 2 uzastopne pobjede                 | Ken Rosewall Guillermo Vilas Johan Kriek Mats Wilander Stefan Edberg Ivan Lendl Jim Courier Andre Agassi |
| Australian Open                                 | 2004. – 2010.     | 5 nastupa u finalu                  | Stefan Edberg                                                                                            |
| Australian Open                                 | 2004. – 2010.     | 4 pobjede ukupno                    | Andre Agassi                                                                                             |
| Roland Garros                                   | 2006. — 2009.     | 4 uzastopna nastupa u finalu        | Björn Borg Ivan Lendl Rafael Nadal                                                                       |
| Roland Garros                                   | 2005. — 2009.     | 5 uzastopnih nastupa u polufinalima | ne |
| Wimbledon                                       | 2003. – 2007.     | 5 uzastopnih pobjeda                | Björn Borg                                                                                               |
| Wimbledon                                       | 2003. — 2009.     | 7 uzastopnih nastupa u finalu       | ne |
| Wimbledon                                       | 2003. — 2009.     | 7 nastupa u finalu ukupno           | Boris Becker Pete Sampras                                                                                |
| Wimbledon                                       | 2003. — 2009.     | 7 uzastopnih nastupa u polufinalima | ne |
| US Open                                         | 2004. — 2008.     | 5 uzastopnih pobjeda                | ne |
| U.S. Open                                       | 2004. – 2008.     | 5 pobjeda ukupno                    | Jimmy Connors Pete Sampras                                                                               |

| Ostalo                                | Federer                                                        | Rekordi      |
| ------------------------------------- | -------------------------------------------------------------- | ------------ |
| Godina(e)                             | Ostvareni rekordi                                              | Broj         |
| 2. veljače 2004. — 17. kolovoza 2008. | Najviši broj uzastopnih tjedana kao prvi igrač na ATP ljestici | 237          |
| listopad 2003. — siječanj 2005.       | Najviše uzastopnih pobjeda nad igračima s Top 10 ljestvice     | 26           |
| 2005. – 2006.                         | Najviše uzastopnih pobjeda na tvrdoj podlozi                   | 56           |
| 2003. – 2008.                         | Najviše uzastopnih pobjeda na travi                            | 65           |
| 2003. – 2005.                         | Najviše uzastopnih pobjeda u finalu                            | 24           |
| 2007.                                 | Najveća zarada u jednoj ATP sezoni                             | $ 10 130 620 |

## Vanjske poveznice
- Službena stranica  Arhivirana inačica izvorne stranice od 9. travnja 2010. (Wayback Machine)
- Službena stranica zaklade  Arhivirana inačica izvorne stranice od 27. siječnja 2013. (Wayback Machine)
- Profil na Atpworldtour.com
- Profil  Arhivirana inačica izvorne stranice od 26. siječnja 2021. (Wayback Machine) na Ifttennis.com
- Profil na Daviscup.com
- Roger Federer na Facebooku